# Beethoven's 3rd
Beethoven's 3rd is de tweede vervolgfilm na de eerste film Beethoven uit 1992. De film werd nooit in de bioscoop vertoond, maar werd direct op VHS en later op dvd uitgebracht. De film werd geregisseerd door David Mickey Evans en het scenario werd door Jeff Schechter geschreven. De hoofdrollen waren voor Judge Reinhold, Julia Sweeney, Joe Pichler en Jamie Marsh.

## Verhaal
De familie Newton uit de oorspronkelijke Beethovenfilms is in Europa, maar plant om deel te nemen aan de familiereünie in Californië. Het gezin van George Newtons broer Richard gaat op reis om op tijd bij de reünie aanwezig te zijn. Richard woont in Denver, heeft vrouw en twee kinderen en gaan met een grote, glimmende, dure camper die is uitgerust met dvd-speler op reis. Zijn broer George vraagt hen om iets voor hem naar de reünie te brengen, maar omdat de telefoonverbinding zo slecht is verstaat Beth niet goed wat George zegt. Niet lang daarna wordt tot ieders verrassing Beethoven afgeleverd.
Omdat Beth en zoon Brennan de hond niet in de camper willen, besluit Richard de hond in een kennel te stoppen. De hond ontsnapt echter en springt in de boot achter op de trailer. Onderweg bemerken ze dat ze Beethoven meegenomen hebben. Ze worden gevolgd door twee stuntelende criminelen die geheime codes verborgen hebben op een dvd, waarvan ze denken dat niemand in de wereld die zou willen kopen. Ze hebben het mis, Richard kocht hem en deze twee criminelen willen de dvd met geheime informatie terug.
De familie krijgt niet alleen te maken met de problemen vanwege de criminelen, maar ook vanwege de hond. Beethoven weet iedere poging van de criminelen te verijdelen maar omdat de familie de criminelen niet ziet krijgt de hond iedere keer de schuld van alle schade. Brennan wordt echter wat positiever over Beethoven wanneer hij hem in contact brengt met een leuk meisje: Penny.
De criminelen krijgen er na de zoveelste mislukte poging zo genoeg van dat ze de hele camper kapen, niet wetend dat Sara en Beethoven er nog in zitten. Nadat de hond Sara redt van de criminelen is zelfs Beth 'om'. De familie is nu bedroefd over het feit dat ze de hond moeten teruggeven. Als de familie uiteindelijk aankomt in Californië komen ze erachter dat de familie Newton in Europa zal blijven en niet zal komen en dat ze de hond nog een jaar houden.

## Rolverdeling
| Acteur          | Personage            |
| --------------- | -------------------- |
| Judge Reinhold  | Richard Newton       |
| Julia Sweeney   | Beth Newton          |
| Joe Pichler     | Brennan Newton       |
| Michaela Gallo  | Sara Newton          |
| Mike Ciccolini  | Tommy                |
| Jamie Marsh     | Bill (William)       |
| Danielle Keaton | Penny                |
| Frank Gorshin   | oom Morrie Newton    |
| Holly Mitchell  | werknemer bij kennel |